# One Voice
One Voice ist ein Gospel-Song der US-amerikanischen Sängerin Brandy. Der Song erschien auf dem zweiten Studioalbum der Sängerin, Never Say Never aus dem Jahre 1998.

## Hintergrund
Die Pop-Hymne, die von Gordon Chambers und Phil Galdston geschrieben und von David Foster produziert wurde, fungierte im Jahre 1999 als offizieller Titelsong zum 50-jährigen Jubiläums des Kinderhilfswerks der Vereinten Nationen (UNICEF), bei welchem sie auch im selben Jahr als UNICEF-Botschafterin agierte. Brandy trat gemeinsam mit dem Gospel-Veteran Hezekiah Walker und seinem Hezekiah Walker Choir bei den 1999er Soul Train Awards auf um den Song live zu singen. Ihr Vater und Gospel-Sänger Willie Norwood liefert die Background-Vocals zu der Ballade. Der Song wurde auch bei den Stellar Awards vorgetragen.

## Kritik
One Voice wurde von den Kritikern generell positiv aufgenommen, so findet J.D. Considine von Entertainment Weekly, "dass es [im Album Never Say Never] Momente gibt, wie beispielsweise die Gospel-Nummer One Voice, in welchen sie mühelos das Hause zum Beben zu bringen vermag". The Billboard Files nennt den Songs als eines der Highlights des Albums und Hip Hop Reviews empfindet den Song als Verkörperung der R&B-Slowjams der 1990er Jahre.